# Earlsboro
Earlsboro é uma cidade  localizada no estado norte-americano de Oklahoma, no Condado de Pottawatomie.

## Demografia
Segundo o censo norte-americano de 2000, a sua população era de 633 habitantes.
Em 2006, foi estimada uma população de 656, um aumento de 23 (3.6%).

## Geografia
De acordo com o United States Census Bureau tem uma área de
23,9 km², dos quais 23,9 km² cobertos por terra e 0,0 km² cobertos por água. Earlsboro localiza-se a aproximadamente 312 m acima do nível do mar.

## Localidades na vizinhança
O diagrama seguinte representa as localidades num raio de 20 km ao redor de Earlsboro.